# Seznam novozelandskih kiparjev
Seznam novozelandskih kiparjev.

## F
- William Henry Feldon

## M
- Julia Morison

## S
- Terry Stringer

## T
- Greer Twiss